# El ángel salvaje
El ángel salvaje (título original: Love Is Like That) es una película estadounidense de drama de 1992, dirigida por Jill Goldman, escrita por George Gary, musicalizada por Rick Cox, en la fotografía estuvo Gary Tieche y los protagonistas son Pamela Gidley, Tom Sizemore y Richard Edson, entre otros. El filme se estrenó el 1 de junio de 1992.

## Sinopsis
Una pareja pelea por valerse por sí misma en Los Ángeles. Él es un hombre solitario y anda decaído, y ella es una secretaria solitaria pero trabajadora. Con el tiempo, se van generando algunos problemas en su intensa relación, entonces deciden robarle plata a una actriz de avanzada edad.